# Lina Abu Akleh
Lina Abu Akleh (armenisch Լինա Աբու Ակլեհ, arabisch لينا أبو عاقلة, DMG Līnā Abū ʿĀqila) ist eine palästinensisch-armenische Menschenrechtsaktivistin, die 2022 in die 100 Women der BBC aufgenommen wurde. Im selben Jahr wurde sie als Resultat ihrer öffentlichen Forderung nach einer Prüfung der Behandlung der Palästinenser durch Israel außerdem in der TIME 100 Next aufgelistet.

## Leben
Abu Akleh wurde in Jerusalem geboren und großgezogen. Ihr Vater ist Palästinenser, ihre Mutter Armenierin. Mit Abschluss der Amerikanischen Universität Beirut erwarb sie den Bachelor of Arts, was es ihr ermöglichte, ihren Master of Arts im Studium der internationalen Beziehungen an der University of San Francisco zu absolvieren.
Sie ist die Nichte von Shireen Abu Akleh, einer Journalistin, welche 2022 von israelischen Soldaten getötet wurde. Lina Abu Akleh hat eine Kampagne gestartet, in der sie Gerechtigkeit für ihre Tante und für das palästinensische Volk als Ganzes fordert. In deren Rahmen hat sie unter anderem die Regierung der Vereinigten Staaten dazu aufgefordert, eine eigene Untersuchung der Ermordung ihrer Tante einzuleiten, und sich mit Antony Blinken getroffen. Im Oktober 2022 traf sie zudem Papst Franziskus auf einer Gedenkmesse zu Ehren ihrer Tante.